# Les Baux-Sainte-Croix
Les Baux-Sainte-Croix és un municipi francès situat al departament de l'Eure i a la regió de Normandia. L'any 2007 tenia 938 habitants.

## Demografia

### Població
El 2007 la població de fet de Les Baux-Sainte-Croix era de 938 persones. Hi havia 368 famílies, de les quals 56 eren unipersonals (20 homes vivint sols i 36 dones vivint soles), 158 parelles sense fills, 142 parelles amb fills i 12 famílies monoparentals amb fills.
La població ha evolucionat segons el següent gràfic:
Habitants censats

### Habitatges
El 2007 hi havia 397 habitatges, 369 eren l'habitatge principal de la família, 15 eren segones residències i 13 estaven desocupats. 392 eren cases i 3 eren apartaments. Dels 369 habitatges principals, 335 estaven ocupats pels seus propietaris, 29 estaven llogats i ocupats pels llogaters i 5 estaven cedits a títol gratuït; 8 tenien dues cambres, 41 en tenien tres, 84 en tenien quatre i 236 en tenien cinc o més. 315 habitatges disposaven pel capbaix d'una plaça de pàrquing. A 133 habitatges hi havia un automòbil i a 226 n'hi havia dos o més.

### Piràmide de població
La piràmide de població per edats i sexe el 2009 era:
| Homes | Edats   | Dones |
| ----- | ------- | ----- |
| 0     | 95 o +  | 0     |
| 0     | 90 a 94 | 0     |
| 0     | 85 a 89 | 12    |
| 0     | 80 a 84 | 0     |
| 8     | 75 a 79 | 0     |
| 24    | 70 a 74 | 8     |
| 12    | 65 a 69 | 32    |
| 28    | 60 a 64 | 24    |
| 32    | 55 a 59 | 20    |
| 56    | 50 a 54 | 72    |
| 44    | 45 a 49 | 32    |
| 56    | 40 a 44 | 56    |
| 16    | 35 a 39 | 52    |
| 40    | 30 a 34 | 24    |
| 32    | 25 a 29 | 32    |
| 16    | 20 a 24 | 24    |
| 36    | 15 a 19 | 24    |
| 60    | 10 a 14 | 36    |
| 32    | 5 a 9   | 44    |
| 28    | 0 a 4   | 16    |

## Economia
El 2007 la població en edat de treballar era de 646 persones, 461 eren actives i 185 eren inactives. De les 461 persones actives 426 estaven ocupades (224 homes i 202 dones) i 36 estaven aturades (20 homes i 16 dones). De les 185 persones inactives 85 estaven jubilades, 50 estaven estudiant i 50 estaven classificades com a «altres inactius».

### Ingressos
El 2009 a Les Baux-Sainte-Croix hi havia 363 unitats fiscals que integraven 911,5 persones, la mediana anual d'ingressos fiscals per persona era de 23.885 €.

### Activitats econòmiques
Dels 23 establiments que hi havia el 2007, 1 era d'una empresa de fabricació d'altres productes industrials, 6 d'empreses de construcció, 1 d'una empresa de comerç i reparació d'automòbils, 2 d'empreses de transport, 2 d'empreses d'hostatgeria i restauració, 2 d'empreses immobiliàries, 5 d'empreses de serveis, 3 d'entitats de l'administració pública i 1 d'una empresa classificada com a «altres activitats de serveis».
Dels 5 establiments de servei als particulars que hi havia el 2009, 1 era un taller de reparació d'automòbils i de material agrícola, 1 paleta, 1 fusteria i 2 lampisteries.
L'any 2000 a Les Baux-Sainte-Croix hi havia 5 explotacions agrícoles.

## Equipaments sanitaris i escolars
El 2009 hi havia una escola elemental integrada dins d'un grup escolar amb les comunes properes formant una escola dispersa.

## Poblacions més properes
El següent diagrama mostra les poblacions més properes.